# ميشيل ريو (روائي)
ميشيل ريو (بالفرنسية: Michel Rio)‏‏ (1945 - ) كاتب، وروائي من فرنسا.

## روابط خارجية
- ميشيل ريو على موقع IMDb (الإنجليزية)